# Kapetaniana

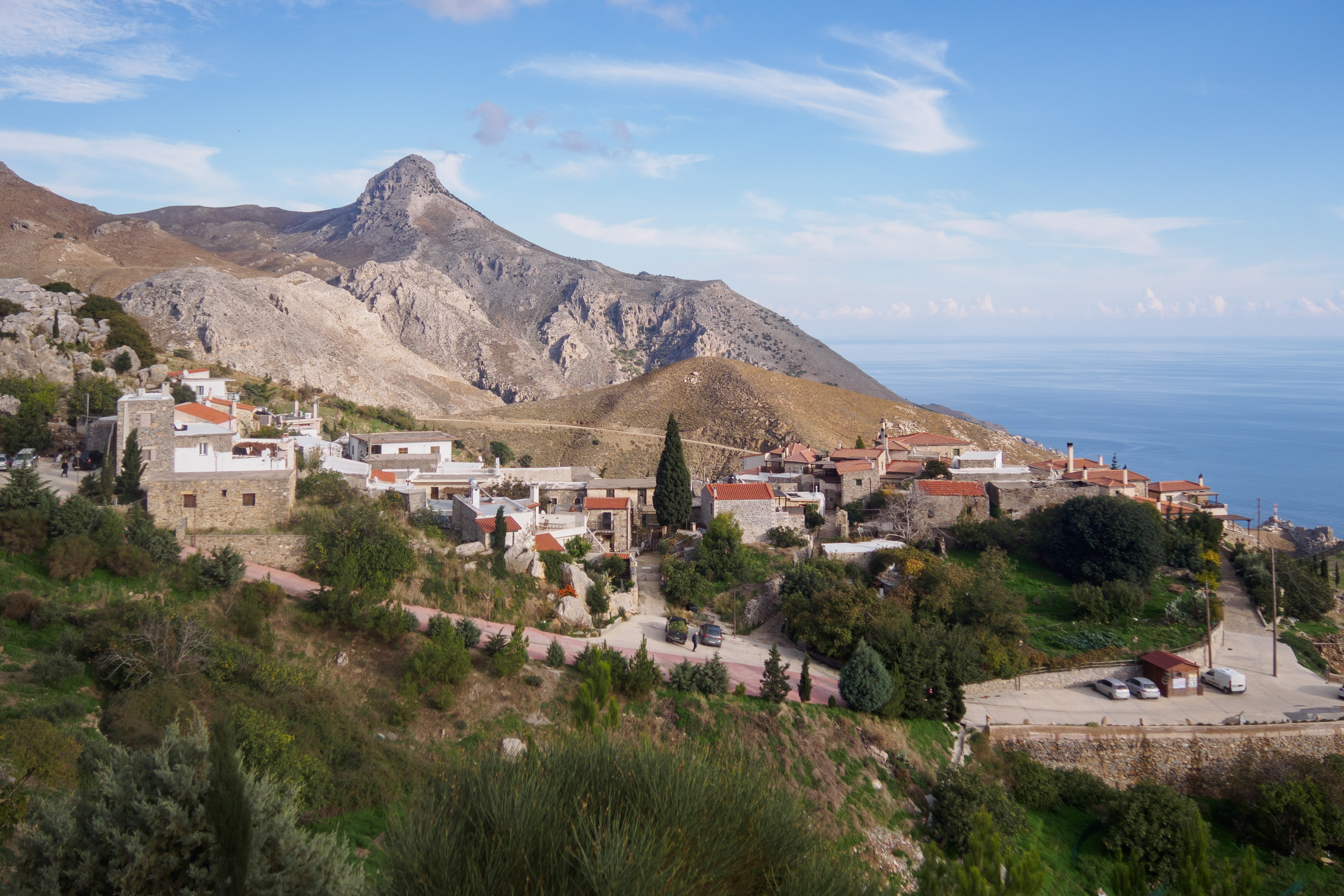
Kapetaniana

Kapetaniana (griechisch Καπετανιανά (n. sg.)) ist ein kleines Bergdorf mit 80 Einwohnern auf Kreta im Asterousia-Gebirge und gehört zum Gemeindebezirk Kofinas der Gemeinde Gortyna. Das Dorf liegt in den steilen Berghängen des Kofinas auf 800 m Höhe. Von dem Gipfel des Berges hat man eine wunderbare Aussicht auf das Libysche Meer und den Golf und die Ebene von Messara.
Kapetaniana besteht aus den zwei Dörfern Kato Kapetaniana (Unter-Kapetaniana) und Ober-Kapetaniana. Im Dorf ist kein Autoverkehr zugelassen.

## Geschichte und Traditionen
In minoischer Zeit (ca. 3000 Jahre v. Chr.) befand sich auf dem Berg ein Gipfelheiligtum, davor lag ein Tempelzentrum, das der Geburtssgöttin Eileithyia geweiht war. Bedeutende archäologische Funde, so z. B. Bronzestatuen, stehen in den archäologischen Museen in Athen und Iraklio. Heute befindet sich auf dem Berg eine steinerne Kapelle, die Timion Stavron, d. h. dem aufgerichteten Kreuz geweiht ist. Am 14. September jeden Jahres gibt es die Gipfelmesse, zu der in den letzten Jahren vermehrt die Einheimischen aus den umliegenden Dörfern pilgern. Sie bringen Basilikum und Brotlaibe mit, die dort geweiht und gegessen werden.
Mündlichen Überlieferungen zufolge soll sich in der Nähe der Kapelle ein geheimer Tunnel zum Strand hin befunden haben, den drei Jungen beim Spielen gefunden haben sollen. Sie nahmen einen Hahn und schickten ihn durch den Tunnel, doch er kam nicht zurück und sie fanden ihn einige Tage später am Strand. Daraufhin wurde ein Baum über den Eingang gepflanzt, der heute immer noch dort steht.
Unterhalb der Kirche am Strand liegt ein weiteres Wallfahrtsziel, das Koudouma.

## Einwohner
Kapetaniana bedeutet im Griechischen ein Ort, wo die kapetanii wohnten. Ein kapetanios war jemand, der sich in der Besatzungszeit unter keinen Umständen vereinnahmen ließ, der unbestechlich, stolz und kämpferisch war. Das Dorf wurde nie von den Fremdherrschern besetzt, weder von den Arabern, noch von den Venezianern, noch von den Türken.
Erst während des Zweiten Weltkriegs besetzten deutsche Truppen das Dorf und die Einheimischen mussten das Dorf verlassen, das wegen seiner exponierten Lage gut zur Beobachtung der Südküste geeignet war. Die Kapetaniani leisteten Widerstand und versuchten die deutsche Besatzung mit den Mitteln des Partisanenkampfes zu vertreiben. Noch heute besitzt fast jede Familie Waffen, als Zeichen der wehrsamen Sippe und für die Jagd.

## Kirchen und Klöster

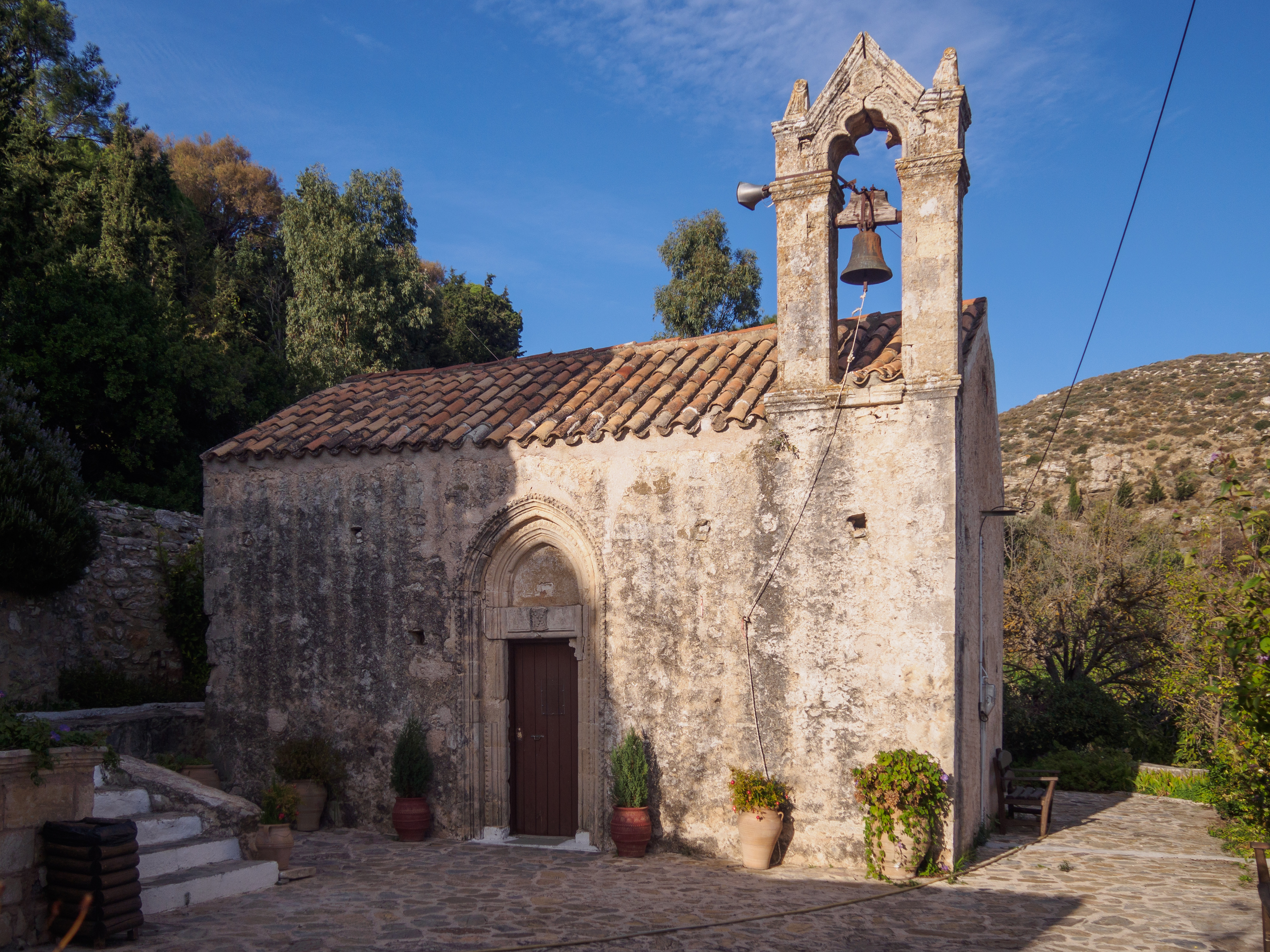
Panagia-Kirche

Fast die ganze Region des Asterousia-Gebirges war lange kaum besiedelt, da sie schwer zugänglich war. Während der venezianischen Besetzung von 1204 kamen orthodoxe Mönche und Äbte in diese abgelegene Gegend, um nach ihrer Religion zu leben und sich nicht der west-römischen Kirche anzuschließen. Zu dieser Zeit entstanden im Asteroussia-Gebirge 23 Kirchen und Klöster, die auch während der türkischen Besatzung im Geheimen die orthodox-christliche Religion unterrichteten.
Die Panagia-Kirche und die Michelangelokirche zeugen von höchster Kunst der Freskenmalerei, denn die Klöster wollten in ihrer Abgeschiedenheit nicht auf die kunstvolle Ausstattung der Kirchen verzichten und ließen eigens Freskenmaler aus Byzanz kommen.